# والدکریشن آندر تایا
والدکریشن آندر تایا (به آلمانی: Waldkirchen an der Thaya) یک منطقهٔ مسکونی در اتریش است که در ناحیه وایدهوفن آن در تایا واقع شده‌است. والدکریشن آندر تایا ۴۲٫۷۲ کیلومتر مربع مساحت دارد ۴۷۸ متر بالاتر از سطح دریا واقع شده‌است.